# Ommatius fanovana
Ommatius fanovana là một loài ruồi trong họ Asilidae. Ommatius fanovana được Bromley miêu tả năm 1942. Loài này phân bố ở vùng nhiệt đới châu Phi.